# 1987年の鉄道
1987年の鉄道（1987ねんのてつどう）とは、1987年（昭和62年）に起こった鉄道関係の出来事をまとめたページである。
1986年の鉄道 - 1987年の鉄道 - 1988年の鉄道

## 出来事の一覧

### 1月
- 1月10日
  - 日本国有鉄道
    - （路線廃止） 宮之城線 川内駅 - 薩摩大口駅
    - （駅廃止） 薩摩白浜駅、楠元駅、吉野山駅、樋脇駅、上樋脇駅、入来駅、薩摩山崎駅、船木駅、宮之城駅、佐志駅、薩摩湯田駅、薩摩鶴田駅、薩摩求名駅、広橋駅、薩摩永野駅、針持駅、西太良駅、羽月駅（宮之城線）

### 2月
- 2月1日
  - 日本国有鉄道
    - （駅名改称） トマム駅←石勝高原駅（石勝線）
    - （駅名改称） 二戸駅←北福岡駅、金田一温泉駅←金田一駅（東北本線）
    - （信号場名改称） ホロカ信号場←トマム信号場（石勝線）
- 2月2日
  - 日本国有鉄道
    - （路線廃止） 広尾線 帯広駅 - 広尾駅
    - （駅廃止） 依田駅、北愛国駅、愛国駅、大正駅、幸福駅、中札内駅、更別駅、上更別駅、忠類駅、十勝東和駅、大樹駅、石坂駅、豊似駅、野塚駅、新生駅、広尾駅（広尾線）
- 2月20日
  - 鉄道事業法施行規則、鉄道事業会計規則、鉄道事故等報告規則、鉄道事業等報告規則公布
- 2月22日
  - 日本国有鉄道
    - （新駅開業） 牧駅（日豊本線 大分駅 - 高城駅間）
    - （新駅開業） 敷戸駅（豊肥本線 中判田駅 - 滝尾駅間）
- 2月26日
  - 日本国有鉄道
    - （新駅開業） 新白岡駅（東北本線 白岡駅 - 久喜駅間）

### 3月
- 3月1日
  - 日本国有鉄道
    - （駅名改称） 戸狩野沢温泉駅←戸狩駅（飯山線）
- 3月2日
  - 鉄道施設等検査規則、鉄道事業等監査規則、鉄道線路の道路への敷設の許可手続を定める政令、索道施設に関する技術上の基準を定める省令公布
- 3月5日
  - 西武鉄道
    - （複線化） 拝島線 西小川信号所 - 東大和市駅
    - （信号所開設） 西小川信号所（拝島線 小川駅 - 東大和市駅間）
- 3月9日
  - 日本国有鉄道
    - （新駅開業） 笹原駅（鹿児島本線 竹下駅 - 南福岡駅間）
    - （新駅開業）（臨）西浦上駅（長崎本線（旧線） 道ノ尾駅 - 浦上駅間）
    - （新駅開業） 暘谷駅（日豊本線 日出駅 - 豊後豊岡駅間）
    - （新駅開業） 別府大学駅（日豊本線 亀川駅 - 別府駅間）
    - （臨時乗降場開業） 門松臨時乗降場（篠栗線 篠栗駅 - 原町駅間）
    - （臨時乗降場開業） 安部山公園臨時乗降場（日豊本線 城野駅 - 下曽根駅間）
    - （複線化） 日豊本線 日出駅 - 豊後豊岡駅

  - 小田急電鉄
    - （駅名改称） 東海大学前駅←大根駅、秦野駅←大秦野駅（小田原線）
- 3月14日
  - 日本国有鉄道
    - （路線廃止） 大隅線 志布志駅 - 国分駅
    - （駅廃止） 菱田駅、大隅大崎駅、三文字駅、東串良駅、串良駅、下小原駅、大隅高山駅、論地駅、吾平駅、永野田駅、大隅川西駅、鹿屋駅、大隅野里駅、大隅高須駅、荒平駅、古江駅、新城駅、諏訪駅、柊原駅、浜平駅、垂水駅、海潟温泉駅、大隅麓駅、大隅辺田駅、大隅二川駅、大隅境駅、大廻駅、大隅福山駅、敷根駅、銅田駅、金剛寺駅（大隅線）
- 3月15日
  - 日本国有鉄道
    - （路線廃止） 二俣線 掛川駅 - 新所原駅（天竜浜名湖鉄道に転換）
    - （駅廃止） 西掛川駅、遠江桜木駅、細谷駅、原谷駅、戸綿駅、遠江森駅、遠江一宮駅、敷地駅、野部駅、上野部駅、遠江二俣駅、二俣本町駅、西鹿島駅、岩水寺駅、宮口駅、都田駅、金指駅、気賀駅、西気賀駅、寸座駅、佐久米駅、東都筑駅、都筑駅、三ヶ日駅、尾奈駅、知波田駅（二俣線）

  - 天竜浜名湖鉄道
    - （路線開業） 天竜浜名湖線 掛川駅 - 新所原駅（67.7km）（日本国有鉄道から転換）
    - （駅開業） 掛川駅、西掛川駅、桜木駅（遠江桜木駅から改称）、細谷駅、原谷駅、戸綿駅、遠州森駅（遠江森駅から改称）、遠江一宮駅、敷地駅、豊岡駅（野部駅から改称）、上野部駅、天竜二俣駅（遠江二俣駅から改称）、二俣本町駅、西鹿島駅、岩水寺駅、宮口駅、都田駅、金指駅、気賀駅、西気賀駅、寸座駅、浜名湖佐久米駅（佐久米駅から改称）、東都筑駅、都筑駅、三ヶ日駅、尾奈駅、知波田駅、新所原駅（天竜浜名湖線）
- 3月16日
  - 日本国有鉄道
    - （路線廃止） 瀬棚線 国縫駅 - 瀬棚駅
    - （駅廃止） 茶屋川駅、美利河駅、花石駅、北住吉駅、種川駅、今金駅、神丘駅、丹羽駅、北檜山駅、瀬棚駅（瀬棚線）
- 3月18日
  - 神戸市交通局
    - （延伸開業） 西神延伸線 学園都市駅 - 西神中央駅（5.9km）
    - （新駅開業） 伊川谷駅、西神中央駅（西神延伸線）
- 3月20日
  - 日本国有鉄道
    - （路線廃止） 湧網線 中湧別駅 - 網走駅
    - （駅・仮乗降場廃止） 五鹿山仮乗降場、福島仮乗降場、芭露駅、志撫子仮乗降場、計呂地駅、浜床丹仮乗降場、床丹駅、若里仮乗降場、佐呂間駅、堺橋仮乗降場、興生沢仮乗降場、知来駅、紅葉橋仮乗降場、仁倉駅、浜佐呂間駅、北見富丘駅、東富丘仮乗降場、北見共立駅、常呂駅、能取駅、北見平和駅、卯原内駅、二見中央仮乗降場、二見ヶ岡駅、大曲仮乗降場（湧網線）
- 3月21日
  - 日本国有鉄道
    - （新駅開業） 海老名駅（相模線 厚木駅 - 入谷駅間）
    - （新駅開業） 片浜駅（東海道本線 沼津駅 - 原駅間）
    - （新駅開業） 西焼津駅（東海道本線 焼津駅 - 藤枝駅間）
    - （臨時乗降場開業） 西仙台ハイランド臨時乗降場（仙山線 熊ケ根駅 - 作並駅間）
- 3月23日
  - 日本国有鉄道
    - （新駅開業） 昭和町駅（高徳本線 高松駅 - 栗林公園北口駅間）
    - （電化） 土讃本線 多度津駅 - 琴平駅（11.3km・直流1500V）
    - （電化） 予讃本線 高松駅 - 坂出駅（21.3km・直流1500V）
    - （電化） 予讃本線 多度津駅 - 観音寺駅（23.8km・直流1500V）
    - （高速化） 予讃本線 高松駅 - 松山駅（194.4km・最高速度110km/h）
    - （路線廃止） 士幌線 帯広駅 - 十勝三股駅（糠平駅 - 十勝三股駅間は1978年12月25日からバス代行）
    - （駅廃止） 木野駅、音更駅、駒場駅、武儀駅、中士幌駅、新士幌仮乗降場、士幌駅、北平和駅、上士幌駅、萩ヶ岡駅、清水谷駅、黒石平駅、電力所前仮乗降場、糠平駅、幌加駅、十勝三股駅（士幌線）
- 3月27日
  - 日本国有鉄道
    - （新駅開業） 大河内駅（岩徳線 勝間駅 - 周防久保駅間）
    - （新駅開業） 生野屋駅（岩徳線 周防久保駅 - 周防花岡駅間）
    - （路線廃止） 伊勢線 河原田駅 - 津駅（伊勢鉄道に転換）
    - （駅廃止） 鈴鹿駅、玉垣駅、稲生駅、中瀬古駅、河芸駅、東一身田駅（伊勢線）

  - 伊勢鉄道
    - （路線開業） 伊勢線 河原田駅 - 津駅（22.3km）（日本国有鉄道から転換）
    - （駅開業） 河原田駅、鈴鹿駅、玉垣駅、鈴鹿サーキット稲生駅（稲生駅から改称）、中瀬古駅、伊勢上野駅、河芸駅、東一身田駅、津駅（伊勢線）

  - 広島電鉄
    - （新駅開業） 佐伯区役所前駅（宮島線 広電五日市駅 - 楽々園駅間）
- 3月28日
  - 日本国有鉄道
    - （路線廃止） 佐賀線 佐賀駅 - 瀬高駅
    - （駅廃止） 東佐賀駅、南佐賀駅、光法駅、諸富駅、筑後川信号場、筑後若津駅、筑後大川駅、東大川駅、筑後柳河駅、百町駅、三橋駅（佐賀線）
    - （路線廃止） 志布志線 西都城駅 - 志布志駅
    - （駅廃止） 今町駅、末吉駅、岩北駅、岩川駅、大隅松山駅、伊崎田駅、安楽駅、中安楽駅（志布志線）
- 3月30日
  - 日本国有鉄道
    - （路線廃止） 羽幌線 留萠駅 - 幌延駅
    - （駅・仮乗降場廃止） 三泊駅、臼谷駅、小平駅、花岡仮乗降場、大椴駅、富岡仮乗降場、鬼鹿駅、千松仮乗降場、力昼駅、番屋ノ沢仮乗降場、古丹別駅、上平駅、苫前駅、興津仮乗降場、羽幌駅、築別駅、天塩有明駅、天塩栄駅、初山別駅、豊岬駅、天塩大沢駅、共成駅、歌越駅、天塩金浦駅、遠別駅、啓明仮乗降場、丸松駅、更岸駅、干拓仮乗降場、天塩駅、中川口仮乗降場、北川口駅、振老駅、作返仮乗降場（羽幌線）
- 3月31日
  - 日本国有鉄道
    - （新駅開業） 東矢本駅（仙石線 矢本駅 - 陸前赤井駅間）
    - （常設駅化） 恵野駅←恵野仮乗降場、周磨駅←周磨仮乗降場、上駒駅←上駒仮乗降場、寿駅←寿仮乗降場、常盤駅←常盤仮乗降場、安別駅←安別仮乗降場、飛行場前駅←飛行場前仮乗降場、宇遠内駅←宇遠内仮乗降場（天北線）
    - （常設駅化） 長谷駅←長谷仮乗降場（三江線）
    - （貨物駅化） 新小岩操駅←新小岩操車場（総武本線（越中島支線・新金線））
    - （貨物駅化） 高島駅←高島信号場 （東海道本線（高島線））
    - （貨物駅化） 西浜駅←西浜信号場（赤穂線）
    - （貨物駅化） 富山操駅←富山操車場（北陸本線）
    - （臨時乗降場化） 新弥生臨時乗降場←新弥生仮乗降場（天北線）
    - （駅名改称） 秋川駅←西秋留駅（五日市線）
    - （路線廃止） 東海道本線（高島線） 高島駅 - 横浜港信号場
    - （路線廃止） 長崎本線 長崎駅 - 長崎港駅
    - （旅客営業廃止） 北陸本線（支線） 敦賀駅 - 敦賀港駅
    - （旅客営業廃止） 鹿児島本線（博多臨港線） 香椎駅 - 博多港駅
    - （駅廃止） 長崎港駅（長崎本線）
    - （信号場廃止） 横浜港信号場（東海道本線（高島線））

### 4月
- 4月1日
  - 鉄道事業法、鉄道事業法施行規則、鉄道施設等検査規則、鉄道事業会計規則、鉄道事故等報告規則、鉄道事業等報告規則、鉄道事業等監査規則、鉄道線路の道路への敷設の許可手続を定める政令、索道施設に関する技術上の基準を定める省令施行
  - 鉄道国有法、日本国有鉄道法、日本国有鉄道法施行法、地方鉄道法、地方鉄道業会計規則廃止
  - 日本国有鉄道
    - （路線廃止） 石北本線（貨物支線） 東旭川駅 - 北旭川駅
    - （貨物営業廃止） 石北本線 北見駅 - 美幌駅
    - （貨物営業廃止） 池北線 池田駅 - 北見駅
    - （貨物営業廃止） 名寄本線 名寄駅 - 遠軽駅
    - （貨物営業廃止） 根室本線 滝川駅 - 富良野駅
    - （貨物営業廃止） 函館本線 長万部駅 - 手稲駅
    - （貨物営業廃止） 富良野線 富良野駅 - 旭川駅
    - （貨物営業廃止） 飯山線 豊野駅 - 越後川口駅
    - （貨物営業廃止） 大糸線 信濃大町駅 - 糸魚川駅
    - （貨物営業廃止） 川越線 大宮駅 - 高麗川駅
    - （貨物営業廃止） 北上線 北上駅 - 横手駅
    - （貨物営業廃止） 相模線 厚木駅 - 南橋本駅
    - （貨物営業廃止） 信越本線 安中駅 - 田中駅・上沼垂信号場 - 新潟駅
    - （貨物営業廃止） 水郡線 水戸駅 - 安積永盛駅
    - （貨物営業廃止） 外房線 蘇我駅 - 大網駅
    - （貨物営業廃止） 東海道本線（東海道貨物線） 浜松町駅 - 東京貨物ターミナル駅
    - （貨物営業廃止） 長井線 赤湯駅 - 今泉駅
    - （貨物営業廃止） 南武線 川崎駅 - 尻手駅
    - （貨物営業廃止） 磐越東線 平駅 - 大越駅
    - （貨物営業廃止） 横浜線 東神奈川駅 - 長津田駅
    - （貨物営業廃止） 米坂線 米沢駅 - 坂町駅
    - （貨物営業廃止） 陸羽西線 新庄駅 - 余目駅
    - （貨物営業廃止） 陸羽東線 古川駅 - 新庄駅
    - （貨物営業廃止） 飯田線 豊川駅 - 元善光寺駅
    - （貨物営業廃止） 高山本線 高山駅 - 猪谷駅
    - （貨物営業廃止） 身延線 富士駅 - 東花輪駅
    - （貨物営業廃止） 因美線 鳥取駅 - 東津山駅
    - （貨物営業廃止） 片町線 木津駅 - 徳庵駅
    - （貨物営業廃止） 関西本線 亀山駅 - 木津駅
    - （貨物営業廃止） 姫新線 姫路駅 - 新見駅
    - （貨物営業廃止） 草津線 柘植駅 - 貴生川駅
    - （貨物営業廃止） 山陰本線 二条駅 - 湖山駅・出雲市駅 - 江津駅・益田駅 - 長門市駅
    - （貨物営業廃止） 津山線 岡山駅 - 津山駅
    - （貨物営業廃止） 播但線 姫路駅 - 和田山駅
    - （貨物営業廃止） 舞鶴線 綾部駅 - 梅迫駅
    - （貨物営業廃止） 美祢線 重安駅 - 長門市駅
    - （貨物営業廃止） 伊田線 金田駅 - 田川伊田駅
    - （貨物営業廃止） 糸田線 金田駅 - 田川後藤寺駅
    - （貨物営業廃止） 大村線 早岐駅 - 諫早駅
    - （貨物営業廃止） 吉都線 吉松駅 - 都城駅
    - （貨物営業廃止） 久大本線 久留米駅 - 大分駅
    - （貨物営業廃止） 後藤寺線 田川後藤寺駅 - 新飯塚駅
    - （貨物営業廃止） 佐世保線 有田駅 - 早岐駅
    - （貨物営業廃止） 田川線 勾金駅 - 田川伊田駅
    - （貨物営業廃止） 筑豊本線 直方駅 - 原田駅
    - （貨物営業廃止） 日豊本線 日向市駅 - 鹿児島駅
    - （貨物営業廃止） 肥薩線 八代駅 - 隼人駅
    - （貨物営業廃止） 日田彦山線 石原町駅 - 田川後藤寺駅
    - （貨物営業廃止） 豊肥本線 大分駅 - 竜田口駅

  - （分割民営化） 北海道旅客鉄道、東日本旅客鉄道、東海旅客鉄道、西日本旅客鉄道、四国旅客鉄道、九州旅客鉄道、日本貨物鉄道←日本国有鉄道
  - 北海道旅客鉄道
    - （常設駅化） 東久根別駅←東久根別臨時乗降場（江差線）
    - （常設駅化） 新川駅←新川臨時乗降場、太平駅←太平臨時乗降場、百合が原駅←百合が原臨時乗降場、於札内駅←於札内仮乗降場（札沼線）
    - （常設駅化） 円山駅←円山仮乗降場、宇摩駅←宇摩仮乗降場、下幌成駅←下幌成仮乗降場、新成生駅←新成生仮乗降場、上幌加内駅←上幌加内仮乗降場、新富駅←新富仮乗降場、共栄駅←共栄仮乗降場、湖畔駅←湖畔仮乗降場（深名線）
    - （常設駅化） 南永山駅←南永山臨時乗降場、北日ノ出駅←北日ノ出仮乗降場、将軍山駅←将軍山仮乗降場、愛山駅←愛山仮乗降場、東雲駅←東雲仮乗降場、旧白滝駅←旧白滝仮乗降場、伊奈牛駅←伊奈牛仮乗降場、新栄野駅←新栄野仮乗降場、生野駅←生野仮乗降場、西北見駅←西北見臨時乗降場、柏陽駅←柏陽仮乗降場、愛し野駅←愛し野臨時乗降場（石北本線）
    - （常設駅化） 桂台駅←桂台仮乗降場（釧網本線）
    - （常設駅化） 北剣淵駅←北剣淵仮乗降場、瑞穂駅←瑞穂仮乗降場、智北駅←智北仮乗降場、天塩川温泉駅←天塩川温泉仮乗降場、琴平駅←琴平仮乗降場、糠南駅←糠南仮乗降場、上雄信内駅←上雄信内仮乗降場、南下沼駅←南下沼仮乗降場（宗谷本線）
    - （常設駅化） 平和駅←平和臨時乗降場（千歳線）
    - （常設駅化） 幸成駅←幸成仮乗降場、六興駅←六興仮乗降場、旭ヶ丘駅←旭ヶ丘仮乗降場、富丘駅←富丘仮乗降場、一本松駅←一本松仮乗降場、弘道駅←弘道仮乗降場、北湧駅←北湧仮乗降場（名寄本線）
    - （常設駅化） 四号線駅（名寄本線（支線））
    - （常設駅化） 大成駅←大成臨時乗降場、柏林台駅←柏林台臨時乗降場、稲士別駅←稲士別仮乗降場、古瀬駅←古瀬信号場（根室本線）
    - （常設駅化） 仁山駅←仁山信号場、東山駅←東山仮乗降場、姫川駅←姫川信号場、桂川駅←桂川信号場、本石倉駅←本石倉仮乗降場、鷲ノ巣駅←鷲ノ巣信号場、北豊津駅←北豊津信号場、稲穂駅←稲穂臨時乗降場、稲積公園駅←稲積公園臨時乗降場、発寒中央駅←発寒中央臨時乗降場、高砂駅←高砂臨時乗降場（函館本線）
    - （常設駅化） 栄町駅←栄町仮乗降場（幌内線）
    - （常設駅化） 旭浜駅←旭浜仮乗降場、小幌駅←小幌仮乗降場、北舟岡駅←北舟岡信号場（室蘭本線）
    - （常設駅化） 北秩父別駅←北秩父別仮乗降場、真布駅←真布仮乗降場、東幌糠駅←東幌糠仮乗降場、桜庭駅←桜庭仮乗降場、瀬越駅←瀬越臨時乗降場、阿分駅←阿分仮乗降場、信砂駅←信砂仮乗降場、朱文別駅←朱文別仮乗降場、箸別駅←箸別仮乗降場（留萌本線）
    - （臨時駅化）（臨）雨煙別駅←雨煙別駅、（臨）政和温泉駅←政和温泉仮乗降場、（臨）蕗ノ台駅←蕗ノ台駅、（臨）白樺駅←白樺駅（深名線）
    - （臨時駅化）（臨）智東駅←智東駅（宗谷本線）
    - （臨時駅化）（臨）班渓駅←班渓仮乗降場（名寄本線）
    - （臨時駅化）（臨）新弥生駅←新弥生臨時乗降場（天北線）

  - 東日本旅客鉄道
    - （常設駅化） 舟子駅←舟子仮乗降場（会津線）
    - （常設駅化） 今川駅←（臨）今川駅、女鹿駅←女鹿信号場、折渡駅←折渡信号場、桂根駅←桂根信号場（羽越本線）
    - （常設駅化） 東清川駅←東清川臨時乗降場（久留里線）
    - （常設駅化） 岩原スキー場前駅←岩原スキー場前仮乗降場（上越線）
    - （常設駅化） 行川アイランド駅←（臨）行川アイランド駅（外房線）
    - （常設駅化） 柿ノ木駅←柿ノ木仮乗降場（只見線）
    - （常設駅化） 江田駅←江田仮乗降場（磐越東線）
    - （臨時駅化） （臨）十二湖駅←十二湖臨時乗降場、（臨）千畳敷駅←千畳敷臨時乗降場（五能線）
    - （臨時駅化）（臨）偕楽園駅←偕楽園臨時乗降場（常磐線）
    - （臨時駅化）（臨）西仙台ハイランド駅←西仙台ハイランド臨時乗降場、（臨）八ツ森駅←八ツ森臨時乗降場、（臨）面白山駅←面白山臨時乗降場（仙山線）
    - （臨時駅化）（臨）プレイピア白浜駅←プレイピア白浜臨時乗降場（八戸線）
    - （駅廃止） 小野寺駅、犬伏駅、東足利駅、西足利駅、葉鹿駅、東桐生駅、間野谷駅、東伊勢崎駅、下増田駅、東前橋駅（両毛線）

  - 西日本旅客鉄道
    - （常設駅化） 行波駅←行波仮乗降場（岩日線）
    - （常設駅化） 布原駅←布原信号場（伯備線）
    - （常設駅化） 仁保津駅←仁保津仮乗降場、本俣賀駅←本俣賀仮乗降場（山口線）
    - （臨時駅化）（臨）競輪場前駅←競輪場前仮乗降場（富山港線）
    - （臨時駅化）（臨）立戸の浜駅←立戸の浜仮乗降場、（臨）恋路駅←恋路臨時乗降場（能登線）

  - 四国旅客鉄道
    - （常設駅化） 鮎喰駅←鮎喰臨時乗降場（徳島本線）
    - （常設駅化） 阿波富田駅←（臨）阿波富田駅（牟岐線）

  - 九州旅客鉄道
    - （常設駅化） 郡元駅←郡元臨時乗降場、宇宿駅←宇宿臨時乗降場（指宿枕崎線）
    - （常設駅化） 門松駅←門松臨時乗降場（篠栗線）
    - （常設駅化） 西浦上駅←（臨）西浦上駅（長崎本線）
    - （常設駅化） 運動公園駅←運動公園臨時乗降場（日南線）
    - （常設駅化） 安部山公園駅←安部山公園臨時乗降場、蓮ヶ池駅←蓮ヶ池臨時乗降場（日豊本線）

  - 日本貨物鉄道
    - （第二種鉄道事業開業・貨物営業再開） 御殿場線 下曽我駅 - 沼津駅（56.4km）
    - （貨物駅化） 新潟操駅←新潟操車場（白新線）

  - 筑波鉄道（現・関鉄筑波商事）
    - （路線廃止） 筑波線 土浦駅 - 岩瀬駅（40.1km）
    - （駅廃止） 土浦駅、新土浦駅、虫掛駅、坂田駅、常陸藤沢駅、田土部駅、常陸小田駅、常陸北条駅、筑波駅、上大島駅、酒寄駅、紫尾駅、常陸桃山駅、真壁駅、樺穂駅、東飯田駅、雨引駅、岩瀬駅（筑波線）
    - （信号場廃止） 真鍋信号所（筑波線）

  - 京成電鉄
    - （路線譲渡） 津田沼車庫第二工場構内側線 京成津田沼駅 - 津田沼第二工場 - 新津田沼駅（新京成電鉄に譲渡）
    - （駅名改称） 京成西船駅←葛飾駅、船橋競馬場駅←センター競馬場前駅（本線）
    - （駅名改称） 千葉中央駅←京成千葉駅（旧）、京成千葉駅（新）←国鉄千葉駅前駅（千葉線）

  - 新京成電鉄
    - （路線譲受） 新京成線 京成津田沼駅 - 新津田沼駅（1.2km）（譲受前は京成電鉄の構内側線扱い）

  - 京阪電気鉄道
    - （駅名改称） 京津三条駅←三条駅（京津線）
- 4月10日
  - 福井鉄道
    - （駅名改称） 西山公園駅←下鯖江駅（福武線）
- 4月18日
  - 大阪市交通局
    - （延伸開業） 御堂筋線 我孫子駅 - 中百舌鳥駅（5.0km）
    - （新駅開業） 北花田駅、新金岡駅、中百舌鳥駅（御堂筋線）
- 4月24日
  - 名古屋鉄道
    - （新駅開業） 美浜緑苑駅（知多新線 上野間駅 - 知多奥田駅間）
- 4月29日
  - 北陸鉄道
    - （路線廃止） 金名線 加賀一の宮駅 - 白山下駅（手取川橋梁（手取中島 - 広瀬間）橋台の岩盤の風化のため1984年12月12日から休止）
    - （駅廃止） 手取中島駅、広瀬駅、瀬木野駅、服部駅、加賀河合駅、大日川駅、下野駅、手取温泉駅、釜清水駅、下吉谷駅、西佐良駅、三ツ屋野駅、白山下駅（金名線）

### 5月
- 5月1日
  - 東武鉄道
    - （路線廃止） 伊勢崎線（千住線） 千住分岐点 - 千住駅
    - （駅廃止） 千住駅（伊勢崎線（千住線））
- 5月24日
  - 横浜市交通局
    - （延伸開業） 1号線 舞岡駅 - 戸塚駅（1.6km）
    - （新駅開業） 戸塚駅（1号線）

  - 京阪電気鉄道
    - （地下化） 七条駅 - 三条駅（京阪本線）
- 5月26日
  - 西日本旅客鉄道
    - （駅移転） 富山口駅（富山港線）
- 5月28日
  - 西武鉄道
    - （新駅開業） 航空公園駅（新宿線 所沢駅 - 新所沢駅間）

  - 京阪電気鉄道
    - （複線化） 交野線 交野市駅 - 森信号所
    - （信号所開設） 森信号所（交野線 交野市駅 - 河内森駅間）

### 6月
- 6月1日
  - 北海道旅客鉄道
    - （新駅開業）（臨）東声問駅（天北線 恵北駅 - 声問駅間）

  - 京浜急行電鉄
    - （駅名改称） 京急蒲田駅←京浜蒲田駅（空港線、本線）
    - （駅名改称） 京急川崎駅←京浜川崎駅（大師線、本線）
    - （駅名改称） 京急鶴見駅←京浜鶴見駅、京急新子安駅←京浜新子安駅、京急富岡駅←京浜富岡駅、京急田浦駅←京浜田浦駅、京急安浦駅←京浜安浦駅、京急大津駅←京浜大津駅（本線）
    - （駅名改称） 京急久里浜駅←京浜久里浜駅、京急長沢駅←京浜長沢駅（久里浜線）
- 6月2日
  - 北海道旅客鉄道
    - （駅廃止）（臨）東声問駅（天北線）

### 7月
- 7月1日
  - 北海道旅客鉄道
    - （駅再開業）（臨）原生花園駅（釧網本線）（1978年に仮乗降場廃止、1987年周辺再整備により臨時駅として再開業）

  - 東海旅客鉄道
    - （第二種鉄道事業開業） 東海道本線（名古屋港線）) 山王信号場 - 名古屋港駅（6.2km）
    - （新駅開業）（臨）ナゴヤ球場正門前駅（東海道本線（名古屋港線））

  - 九州旅客鉄道
    - （新駅開業） 鞍手駅（筑豊本線 筑前垣生駅 - 筑前植木駅間）
- 7月13日
  - 北海道旅客鉄道
    - （路線廃止） 幌内線 岩見沢駅 - 幾春別駅・三笠駅 - 幌内駅（貨物支線）
    - （駅廃止） 栄町駅、萱野駅、三笠駅、唐松駅、弥生駅、幾春別駅（幌内線）
    - （駅廃止） 三笠駅、幌内駅（幌内線（貨物支線））

  - 西日本旅客鉄道
    - （路線廃止） 信楽線 貴生川駅 - 信楽駅（信楽高原鐵道に転換）
    - （駅廃止） 雲井駅、勅旨駅、信楽駅（信楽線）

  - 日本貨物鉄道
    - （第二種鉄道事業廃止） 幌内線 岩見沢駅 - 三笠駅 - 幌内駅

  - 信楽高原鐵道
    - （路線開業） 信楽線 貴生川駅 - 信楽駅（14.7km）（西日本旅客鉄道から転換）
    - （駅開業） 貴生川駅、紫香楽宮跡駅、雲井駅、勅旨駅、玉桂寺前駅、信楽駅（信楽線）
- 7月15日
  - 仙台市交通局
    - （新線開業） 南北線 八乙女駅 - 富沢駅（13.6km）
    - （新駅開業） 八乙女駅、黒松駅、旭ヶ丘駅、台原駅、北仙台駅、北四番丁駅、勾当台公園駅、広瀬通駅、仙台駅、五橋駅、愛宕橋駅、河原町駅、長町一丁目駅、長町駅、長町南駅、富沢駅（南北線）
- 7月16日
  - 東日本旅客鉄道
    - （路線廃止） 会津線 西若松駅 - 会津高原駅（会津鉄道に転換）
    - （駅廃止） 門田駅、上三寄駅、舟子駅、桑原駅、湯野上駅、弥五島駅、楢原駅、会津落合駅、会津長野駅、田部原駅、会津田島駅、中荒井駅、荒海駅、糸沢駅、会津高原駅（会津線）

  - 会津鉄道
    - （路線開業） 会津線 西若松駅 - 会津高原駅（57.4km）（東日本旅客鉄道から転換）
    - （駅開業） 西若松駅、門田駅、芦ノ牧温泉駅（上三寄駅から改称）、大川ダム公園駅（舟子駅から改称）、芦ノ牧温泉南駅（桑原駅から改称）、湯野上温泉駅（湯野上駅から改称）、弥五島駅、会津下郷駅（楢原駅から改称）、養鱒公園駅（会津落合駅から改称）、会津長野駅、田島高校前駅（田部原駅から改称）、会津田島駅、中荒井駅、会津荒海駅（荒海駅から改称）、七ヶ岳登山口駅（糸沢駅から改称）、会津高原駅（会津線）
- 7月18日
  - 仙台臨海鉄道
    - （旅客営業開始） 臨海本線 陸前山王駅 - 仙台港駅（4.2km）
    - （旅客営業開始） 仙台西港線 仙台港駅 -（臨）東北博覧会前駅（2.2km）
    - （新駅開業）（臨）東北博覧会前駅（仙台西港線）
- 7月22日
  - 三菱石炭鉱業
    - （路線廃止） 大夕張鉄道線 清水沢駅 - 南大夕張駅
    - （駅廃止） 清水沢駅、新清水沢駅、遠幌駅、南大夕張駅（大夕張鉄道線）
- 7月25日
  - 西日本旅客鉄道
    - （路線廃止） 岩日線 川西駅 - 錦町駅（錦川鉄道に転換）
    - （駅廃止） 御庄駅、南河内駅、行波駅、北河内駅、椋野駅、南桑駅、根笠駅、河山駅、柳瀬駅、錦町駅（岩日線）

  - 錦川鉄道
    - （路線開業） 錦川清流線 川西駅 - 錦町駅（32.7km）（西日本旅客鉄道から転換）
    - （駅開業） 川西駅、御庄駅、南河内駅、行波駅、北河内駅、椋野駅、南桑駅、根笠駅、河山駅、柳瀬駅、錦町駅（錦川清流線）
    - （信号場開設） 森ヶ原信号場（錦川清流線）

### 8月
- 8月25日
  - 帝都高速度交通営団
    - （延伸開業） 有楽町線 和光市駅 - 営団成増駅（2.2km）
    - （新駅開業） 和光市駅（有楽町線）

  - 東武鉄道
    - （複々線化） 東上本線 和光市駅 - 志木駅
    - （複線化） 越生線 武州長瀬駅 - 東毛呂駅

### 9月
- 9月21日
  - 長良川鉄道
    - （新駅開業） 梅山駅（越美南線 美濃市駅 - 湯の洞温泉口駅間）
    - （新駅開業） 上万場駅（越美南線 郡上大和駅 - 大中駅間）
- 9月24日
  - 仙台臨海鉄道
    - （旅客営業廃止） 臨海本線 陸前山王駅 - 仙台港駅
    - （旅客営業廃止） 仙台西港線 仙台港駅 -（臨）東北博覧会前駅
    - （駅廃止）（臨）東北博覧会前駅（仙台西港線）

### 10月
- 10月1日
  - 東日本旅客鉄道
    - （常設駅化） 千畳敷駅←（臨）千畳敷駅（五能線）

  - 九州旅客鉄道
    - （接続駅開業） 西小倉駅（鹿児島本線 小倉駅 - 新中原駅間）
- 10月2日
  - 四国旅客鉄道
    - （駅移転） 宇多津駅（予讃本線）
    - （電化） 予讃本線 坂出駅 - 多度津駅（11.4km・直流1500V）
    - （高架化） 予讃本線 宇多津駅 - 丸亀駅
- 10月8日
  - 長野電鉄
    - （営業再開） 日野駅（長野線）
- 10月13日
  - 北海道炭礦汽船
    - （路線廃止） 真谷地炭鉱専用鉄道 沼ノ沢駅 - 真谷地駅
    - （駅廃止） 沼ノ沢駅、真谷地駅（真谷地炭鉱専用鉄道）
- 10月14日
  - 西日本旅客鉄道
    - （路線廃止） 若桜線 郡家駅 - 若桜駅 （若桜鉄道に転換）
    - （駅廃止） 因幡船岡駅、隼駅、安部駅、八東駅、丹比駅、若桜駅（若桜線）

  - 若桜鉄道
    - （路線開業） 若桜線 郡家駅 - 若桜駅（19.2km）（西日本旅客鉄道から転換）
    - （駅開業） 郡家駅、因幡船岡駅、隼駅、安部駅、八東駅、丹比駅、若桜駅（若桜線）
- 10月25日
  - 近畿日本鉄道
    - （複線化） 長野線 喜志駅 - 富田林駅

### 11月
- 11月1日
  - 西日本旅客鉄道
    - （新駅開業） 富士見町駅（境線 博労町駅 - 後藤駅間）
    - （新駅開業） 三本松口駅（境線 後藤駅 - 河崎口駅間）
    - （新駅開業） 御崎口駅（境線 和田浜駅 - 大篠津駅間）
    - （新駅開業） 高松町駅（境線 中浜駅 - 余子駅間）
    - （新駅開業） 馬場崎町駅（境線 上道駅 - 境港駅間）

  - 弘南鉄道
    - （新駅開業） 義塾高校前駅（大鰐線 石川駅 - 津軽大沢駅間）

  - 甘木鉄道
    - （新駅開業） 立野駅（甘木線 基山駅 - 小郡駅間）
    - （新駅開業） 大板井駅（甘木線 小郡駅 - 松崎駅間）
    - （新駅開業） 山隈駅（甘木線 西太刀洗駅 - 太刀洗駅間）
- 11月10日
  - 北海道旅客鉄道
    - （常設駅化） 新弥生駅←（臨）新弥生駅（天北線）
    - （臨時駅化）（臨）上音威子府駅←上音威子府駅（天北線）

### 12月
- 12月1日
  - 北海道旅客鉄道
    - （常設駅化） 班渓駅←（臨）班渓駅（名寄本線）

  - 土佐電気鉄道
    - （駅名改称） 知寄町停留場←知寄町車庫前駅（後免線）
- 12月23日
  - 西日本旅客鉄道
    - （常設駅化） 日本へそ公園駅←（臨）日本へそ公園駅（加古川線）
- 12月21日
  - 東武鉄道
    - （駅名改称） 東向島駅←玉ノ井駅（伊勢崎線）

## 主なダイヤ改正

### 1月
- 1月1日
  - 名古屋鉄道

### 2月
- 2月12日
  - 名古屋鉄道 ※白紙改正

### 3月
- 3月25日
  - 西日本鉄道（天神大牟田線）

### 8月
- 8月25日
  - 帝都高速度交通営団・東武鉄道
    - 有楽町線・東上本線（和光市駅 - 森林公園駅）直通運転開始

### 11月
- 11月24日
  - 名古屋鉄道（名古屋本線・津島線）

### 12月
- 12月13日
  - 阪急電鉄
    - 神戸本線で快速急行運転開始。

## 災害・不通・事故・事件など
- 7月8日
  - 名古屋鉄道
    - （事故） 犬山線 中小田井駅 - 平田橋駅間の踏切で、警報機を無視し立ち往生したトレーラーと急行列車が衝突。またトレーラーの撤去作業中に重量に耐えきれなくなったクレーン車が横転する二重事故発生。
- 7月15日
  - 京阪電気鉄道
    - （災害・不通） 京阪本線 七条駅 - 三条駅（集中豪雨により地下線が浸水。最深部の五条駅ホームまで水位が達したため。）
- 7月16日
  - 京阪電気鉄道
    - （運転再開） 京阪本線 七条駅 - 三条駅（前日の集中豪雨による浸水のため。）

## 鉄道車両

### 新系列・新形式
- 日本国有鉄道
  - 121系電車
  - 213系電車
  - キハ31形気動車
  - キハ32形気動車
  - キハ54形気動車
- 札幌市交通局
  - 8510形電車
- 仙台市交通局
  - 1000系電車
- 会津鉄道
  - AT-100形・AT-150形・AT-200形気動車
- 小田急電鉄
  - 10000形電車
- 東京急行電鉄
  - 7700系電車
- 相模鉄道
  - 3050系電車
- 伊豆急行
  - サロ1800形電車
- 天竜浜名湖鉄道
  - TH1型気動車
- 名古屋鉄道
  - モ770形電車
  - 3300系電車
  - 6800系電車
  - キハ20形気動車
- 名古屋市交通局
  - 6000形電車
- 伊勢鉄道
  - イセI型気動車
- 信楽高原鐵道
  - SKR200形気動車
- 京福電気鉄道
  - ケ1形（鋼索線用車両）
- 叡山電鉄
  - デオ710形・デオ720形電車
- 近畿日本鉄道
  - 1220系電車・1250系電車
- 阪堺電気軌道
  - 701形電車
- 岡山電気軌道
  - 岡軌7700型電車
- 広島電鉄
  - 3800形電車（ぐりーんらいなー）
- 錦川鉄道
  - NT2000形気動車
- 若桜鉄道
  - WT2500形気動車
- 長崎電気軌道
  - 1300形電車

### 譲渡形式
- 伊予鉄道←京王帝都電鉄
  - 700系電車

### 消滅形式
- 日本国有鉄道（日本貨物鉄道）
  - タム4000形貨車
  - タキ8900形貨車
  - タキ8950形貨車
  - タキ18000形貨車
  - タキ24900形貨車
  - ホキ6000形貨車
  - ホキ7000形貨車
  - ホキ8000形貨車

### 受賞
- 第30回ブルーリボン賞 - 日本国有鉄道（受賞時は北海道旅客鉄道） キハ83・84形気動車「フラノエクスプレス」
- 第27回ローレル賞
  - 日本国有鉄道（受賞時は四国旅客鉄道） キハ185系気動車
  - 近畿日本鉄道 7000系電車
  - 北大阪急行電鉄 8000形電車